# Al Murray
Alastair James Hay "Al" Murray (født 10. maj 1968) er en britisk Stand-up-komiker, skuespiller og manuskriptforfatter, der er kendt for programmer som Al Murray's Happy Hour.